# Aristòmac I d'Argos
Aristòmac I d'Argos (en grec antic Αριστόμαχος) fou tirà d'Argos al segle III aC.
Va assolir el poder amb ajut d'Antígon II Gònates. Va mantenir els ciutadans controlats i indefensos, però es va iniciar una conspiració contra ell. Àrat de Sició va fer introduir armes secretament a la ciutat per donar un cop d'estat i aconseguir que Argos se sumés a la Lliga Aquea. La conspiració es va descobrir i els implicats van haver de fugir. Poc temps després Aristòmac va ser assassinat per esclaus. El va succeir Aristip II d'Argos, segons relata Plutarc.